# Tommy Stinson
Tommy Stinson (ur. 6 października 1966 w Minneapolis) – amerykański basista. 

## Życiorys
Gdy miał 12 lat, założył alternatywny zespół The Replacements, w którym grał na basie aż do rozpadu grupy w 1991. Następnie założył zespół Bash & Pop, który jednak nie grał zbyt długo, a później formację Perfect, której album pt. Seven Days A Week nie został wydany z powodu problemów z wytwórnią płytową.
W 2004 wydał album solowy pt. Village Gorilla Head, który został ciepło przyjęty przez prasę muzyczną. W tym samym roku wydał płytę z Perfectem pt. Seven Days A Week, której tytuł zmienił na Once Twice Three Times a Maybe.
W 1998 dołączył do Guns N’ Roses, zajmując miejsce basisty  Duffa McKagana.
Jesienią 2005 dołączył do Soul Asylum, aby zagrać z nimi kilka koncertów ku czci zmarłego Karla Muellera.